# Liotyphlops trefauti
Liotyphlops trefauti — вид змій родини американських сліпунів (Anomalepididae). Ендемік Бразилії.

## Поширення і екологія
Liotyphlops trefauti мешкають в штатах Алагоас, Баїя і Пернамбуку на північному сході Бразилії. Вони живуть у вологих атлантичних лісах.